# De Slimste Mens ter Wereld 2020
De Slimste Mens ter Wereld 2020 was het achttiende seizoen van de Belgische televisiequiz De Slimste Mens ter Wereld, uitgezonden op de Vlaamse commerciële zender VIER. De quiz wordt gepresenteerd door Erik Van Looy. Het seizoen werd gewonnen door Catherine Van Eylen.

## Kandidaten

### Alle deelnemers
| Naam                  | Deelnames | Gewonnen |
| --------------------- | --------- | -------- |
| Serine Ayari          | 1         | 0        |
| Bie Baert             | 1         | 0        |
| Riadh Bahri           | 4         | 2        |
| Alina Churikova       | 1         | 0        |
| Ben Crabbé            | 3         | 1        |
| Umi Defoort           | 4         | 2        |
| Peter De Graef        | 2         | 0        |
| Bockie De Repper      | 5         | 2        |
| Els de Schepper       | 1         | 0        |
| Pedro Elias           | 1         | 0        |
| Nora Gharib           | 1         | 0        |
| Jennifer Heylen       | 2         | 1        |
| Chibi Ichigo          | 2         | 0        |
| Jan Kooijman          | 1         | 0        |
| Frank Lammers         | 1         | 0        |
| Delphine Lecompte     | 6         | 3        |
| Patrick Lefevere      | 1         | 0        |
| Ella Leyers           | 18        | 7        |
| Kim Meylemans         | 1         | 0        |
| Senne Misplon         | 2         | 1        |
| DVTCH Norris          | 1         | 0        |
| Conner Rousseau       | 7         | 3        |
| Wesley Sonck          | 2         | 0        |
| Fatma Taspinar        | 2         | 0        |
| Gene Thomas           | 2         | 1        |
| Tess Uytterhoeven     | 1         | 0        |
| Hans Vanaken          | 4         | 0        |
| Catherine Van Eylen   | 5         | 3        |
| Liesbeth Van Impe (O) | 6         | 4        |
| Kim Van Oncen         | 2         | 0        |
| Celine Van Ouytsel    | 1         | 0        |
| Marie Verhulst        | 1         | 0        |
| Miguel Wiels          | 2         | 1        |
| Noémie Wolfs          | 2         | 1        |

(O) = de kandidaat is ongeslagen in de voorrondes.
| Kleurlegenda                     |
| -------------------------------- |
| Geplaatst voor de finaleweken.   |
| Opgevist voor de finaleweken.    |
| Speelt verder in de finaleweken. |

### Finaleweken
Liesbeth Van Impe overleefde de laatste reguliere aflevering van het seizoen en kon zo opklimmen tot de tweede plaats in het klassement. Zij overleefde evenveel afleveringen als Conner Rousseau, maar behaalde een overwinning meer. Hierdoor werd Hans Vanaken opgevist als negende beste speler.
| Terugkeer   | Naam                | Deelnames | Gewonnen | Eindrank |
| ----------- | ------------------- | --------- | -------- | -------- |
| 8           | Ella Leyers         | 1         | 0        | Zilver   |
| 7           | Liesbeth Van Impe   | 1         | 0        | 4e       |
| 6           | Conner Rousseau     | 1         | 0        | 5e       |
| 5           | Delphine Lecompte   | 4         | 2        | Brons    |
| 4           | Catherine Van Eylen | 5         | 3        | Goud     |
| 3           | Bockie De Repper    | 2         | 0        | 7e       |
| 2           | Riadh Bahri         | 4         | 1        | 6e       |
| 1           | Umi Defoort         | 1         | 0        | 10e      |
| 1           | Hans Vanaken        | 2         | 0        | 9e       |
| Speelt door | Tess Uytterhoeven   | 3         | 2        | 8e       |

## Afleveringen
| Afl         | Datum            | Kijkcijfers | Winnaar aflevering  | Winnaar eindspel    | Verliezer eindspel   |
| ----------- | ---------------- | ----------- | ------------------- | ------------------- | -------------------- |
| 1           | 12 oktober 2020  | 904.686     | Senne Misplon       | Ella Leyers         | Marie Verhulst       |
| 2           | 13 oktober 2020  | 901.796     | Miguel Wiels        | Ella Leyers         | Senne Misplon        |
| 3           | 14 oktober 2020  | 859.317     | Ella Leyers         | Hans Vanaken        | Miguel Wiels         |
| 4           | 15 oktober 2020  | 884.265     | Ella Leyers         | Hans Vanaken        | Frank Lammers        |
| 5           | 19 oktober 2020  | 942.907     | Ella Leyers         | Hans Vanaken        | Celine Van Ouytsel   |
| 6           | 20 oktober 2020  | 907.343     | Riadh Bahri         | Ella Leyers         | Hans Vanaken         |
| 7           | 21 oktober 2020  | 1.043.645   | Ella Leyers         | Riadh Bahri         | Jan Kooijman         |
| 8           | 22 oktober 2020  | 936.402     | Riadh Bahri         | Ella Leyers         | Kim Meylemans        |
| 9           | 26 oktober 2020  | 1.078.005   | Ella Leyers         | Ben Crabbé          | Riadh Bahri          |
| 10          | 27 oktober 2020  | 1.042.017   | Ben Crabbé          | Ella Leyers         | Nora Gharib          |
| 11          | 28 oktober 2020  | 947.962     | Ella Leyers         | Delphine Lecompte   | Ben Crabbé           |
| 12          | 29 oktober 2020  | 1.093.691   | Ella Leyers         | Delphine Lecompte   | Pedro Elias          |
| 13          | 2 november 2020  | 1.239.503   | Delphine Lecompte   | Ella Leyers         | Bie Baert            |
| 14          | 3 november 2020  | 1.286.134   | Delphine Lecompte   | Ella Leyers         | DVTCH Norris         |
| 15          | 4 november 2020  | 1.221.089   | Delphine Lecompte   | Ella Leyers         | Els de Schepper      |
| 16          | 5 november 2020  | 1.204.422   | Gene Thomas         | Ella Leyers         | Delphine Lecompte    |
| 17          | 9 november 2020  | 1.185.571   | Umi Defoort         | Ella Leyers         | Gene Thomas          |
| 18          | 10 november 2020 | 1.154.335   | Umi Defoort         | Kim Van Oncen       | Ella Leyers          |
| 19          | 11 november 2020 | 1.150.972   | Conner Rousseau     | Umi Defoort         | Kim Van Oncen        |
| 20          | 12 november 2020 | 1.164.501   | Conner Rousseau     | Chibi Ichigo        | Umi Defoort          |
| 21          | 16 november 2020 | 1.163.895   | Conner Rousseau     | Peter De Graef      | Chibi Ichigo         |
| 22          | 17 november 2020 | 1.002.038   | Noémie Wolfs        | Conner Rousseau     | Peter De Graef       |
| 23          | 18 november 2020 | 867.072     | Catherine Van Eylen | Conner Rousseau     | Noémie Wolfs         |
| 24          | 19 november 2020 | 1.036.436   | Catherine Van Eylen | Conner Rousseau     | Serine Ayari         |
| 25          | 23 november 2020 | 1.054.727   | Catherine Van Eylen | Fatma Taspinar      | Conner Rousseau      |
| 26          | 24 november 2020 | 995.183     | Bockie De Repper    | Catherine Van Eylen | Fatma Taspinar       |
| 27          | 25 november 2020 | 1.038.528   | Liesbeth Van Impe   | Bockie De Repper    | Catherine Van Eylen  |
| 28          | 26 november 2020 | 975.687     | Bockie De Repper    | Liesbeth Van Impe   | Alina Churikova      |
| 29          | 30 november 2020 | 940.613     | Liesbeth Van Impe   | Bockie De Repper    | Patrick Lefevere     |
| 30          | 1 december 2020  | 1.002.833   | Jennifer Heylen     | Liesbeth Van Impe   | Bockie De Repper     |
| 31          | 2 december 2020  | 993.181     | Liesbeth Van Impe   | Wesley Sonck        | Jennifer Heylen      |
| 32          | 3 december 2020  | 905.991     | Liesbeth Van Impe   | Tess Uytterhoeven   | Wesley Sonck         |
| Finaleweken |                  |             |                     |                     |                      |
| 33          | 7 december 2020  | 1.014.748   | Tess Uytterhoeven   | Hans Vanaken        | Umi Defoort          |
| 34          | 8 december 2020  | 974.203     | Tess Uytterhoeven   | Riadh Bahri         | Hans Vanaken         |
| 35          | 9 december 2020  | 1.074.801   | Riadh Bahri         | Bockie De Repper    | Tess Uytterhoeven    |
| 36          | 10 december 2020 | 1.053.952   | Catherine Van Eylen | Riadh Bahri         | Bockie De Repper     |
| 37          | 14 december 2020 | 1.119.390   | Delphine Lecompte   | Catherine Van Eylen | Riadh Bahri          |
| 38          | 15 december 2020 | 1.106.821   | Catherine Van Eylen | Delphine Lecompte   | Conner Rousseau      |
| 39          | 16 december 2020 | 1.285.019   | Delphine Lecompte   | Catherine Van Eylen | Liesbeth Van Impe    |
| Finale      | Finale           |             | Slimste Mens        | Verliezer eindspel  | Verliezer aflevering |
| 40          | 17 december 2020 | 1.620.690   | Catherine Van Eylen | Ella Leyers         | Delphine Lecompte    |

## Jury
De jury bestaat uit twee juryleden, geselecteerd uit een groep van 24 mogelijke juryleden.
| Jurylid               | Afleveringen                 |
| --------------------- | ---------------------------- |
| Bart Cannaerts        | 4, 8, 17, 21, 24, 26, 29, 39 |
| Jan Jaap van der Wal  | 3, 7, 15, 17, 21, 25, 39     |
| Jeroom Snelders       | 1, 10, 14, 28, 32, 40        |
| James Cooke           | 1, 18, 23, 27, 31, 40        |
| Sven De Leijer        | 5, 9, 16, 22, 28             |
| Philippe Geubels      | 2, 12, 33, 38                |
| Adriaan Van den Hoof  | 2, 5, 15, 33                 |
| Margriet Hermans      | 3, 11, 19, 37                |
| Herman Brusselmans    | 6, 11, 23, 37                |
| Rik Verheye           | 6, 13, 32, 36                |
| Marc-Marie Huijbregts | 19, 20, 29, 30               |
| Barbara Sarafian      | 8, 18, 24                    |
| Wim Helsen            | 10, 31, 34                   |
| Soe Nsuki             | 4, 25                        |
| Katrin Kerkhofs       | 7, 38                        |
| Jelle De Beule        | 13, 34                       |
| Kamal Kharmach        | 16, 26                       |
| Gert Verhulst         | 20, 30                       |
| Stefaan Degand        | 27, 35                       |
| Wim Opbrouck          | 35, 36                       |
| Frances Lefebure      | 9                            |
| Rani De Coninck       | 12                           |
| Jani Kazaltzis        | 14                           |
| Lukas Lelie           | 22                           |

## Bijzonderheden
- Het promotiefilmpje dat VIER gebruikte ter aankondiging van het seizoen toonde hoe het idee voor de quiz ontstond in 1969 uit een toevallige samenloop van omstandigheden. Dit seizoen werd omschreven als "het prille begin".
- Aanvankelijk werd Jeroen van Koningsbrugge aangekondigd als een van de 25 juryleden dit seizoen. Hij verscheen echter nooit in een aflevering.
- In aflevering 12 wist Ella Leyers het record te verbreken door haar twaalfde opeenvolgende aflevering te winnen. Na haar record bleef Leyers nog zes afleveringen doorgaan en zette ze het nieuwe record op scherp met liefst achttien afleveringen. Opmerkelijk is dat Leyers geen enkele van de zes afleveringen na haar recordverbreking kon winnen.
- In aflevering 30 verpulverde Jennifer Heylen het record van Michèle Cuvelier uit 2018 van 598 seconden met liefst 63 seconden. Heylen sloot deze aflevering af met 661 seconden.
- In aflevering 32 werd het record opnieuw verbroken toen Liesbeth Van Impe met 665 seconden het pas gevestigde record van Heylen met vier seconden verbeterde.
- Aanvankelijk zouden Jeroen Perceval en Jan Verheyen meedoen. Zij werden echter vervangen door Bockie De Repper en Tess Uytterhoeven.[1] Hierdoor werd dit het eerste seizoen ooit waarin er meer vrouwen (18) dan mannen (16) deelnamen.
- Vanwege de coronapandemie was er dit seizoen een beperkt studiopubliek aanwezig.  Bij de start van de opnames was de helft van de zitjes ingenomen, daarna is de aanwezigheid verder gezakt tot zeventig en vervolgens nog tot veertig toeschouwers. Vanaf de zesde voorrondeweek op 16 november was er zelfs geen studiopubliek meer aanwezig behalve "de gulste lacher" Robert Oris.[2][3]
- Catherine Van Eylen slaagde er na Michèle Cuvelier als tweede ooit in om de eindaflevering te bereiken vanuit de eerste finaleweek. Van de 54 kandidaten die tussen 2012 en 2020 in de eerste finaleweek startten of instroomden was zij nog maar de tweede die dit kon presteren. Van Eylen kon deze zeldzame prestatie zelfs verzilveren met eindwinst.
- Opmerkelijk is dat eindwinnaar Catherine Van Eylen oorspronkelijk had toegezegd voor het vorige seizoen, waarin Lieven Scheire won.